# جیحون یزدی
میرزا محمد جِیحونِ یزدی ملقب به تاج‌الشعرا یکی از شاعران مشهور یزدی دورهٔ قاجار بود. او در سال ۱۲۱۵ هجری شمسی در شهر یزد چشم به جهان گشود و در سال ۱۲۶۱ شمسی در کرمان از دنیا رفت. وی از شاعران آیینی است و اثر مهم او منظومهٔ «نمکدان» است. جیحون یزدی در بیشتر قالب‌ها شعر سروده است.

## خلاصه زندگی
جیحون یزدی در سال ۱۲۱۶ خورشیدی در محلهٔ گازرگاه یزد زاده شد. نسبت او از سوی پدر به شاه شجاع، از امرای آل مظفر می‌رسد. در نوجوانی صرف و نحو عربی و علم عروض را آموخت. او به حرفهٔ حکاکی نیز مشغول بود. در دورهٔ جوانی وی چند سالی را در هند و پس از آن در بندرهای جنوب سپری کرد و سپس به عراق مهاجرت نمود. جیحون همچنین سه سال نیز در اسارت ترکمن‌ها بود.
زمانی که جیحون در شیراز بود، نزد فرهاد میرزا معتمدالدوله رفت و مورد توجه او قرار گرفت. با کمک فرهاد میرزا به تهران رفت و به حضور ناصرالدین شاه رسید. در اصفهان نیز ظل‌السلطان را ستود و لقب تاج‌الشعرا را از او گرفت. برادر او سیحون یزدی پیشهٔ طبابت داشت و به تاج الاطبا ملقب بود. از دیگر ممدوحان تاج‌الشعرا می‌توان به سهام‌السلطنهٔ عرب، حاکم و سراج‌الملک پیشوا جمعه یزد اشاره کرد. جیحون در سال ۱۲۶۱ خورشیدی در کرمان فوت کرد و در خواجه خضر کرمان به خاک سپرده شد.

## آثار
از آثار جیحون می‌توان به دیوان اشعار او اشاره کرد که شامل ستایش بزرگان زمانه است و در سال ۱۳۱۶ انجوی شیرازی در بمبئی هند آن را به چاپ رسانید. این دیوان دوبار در سال‌های ۱۳۳۶ هجری شمسی و ۱۳۶۳ هجری شمسی در تهران به چاپ رسید و در مکتب‌خانه‌های آن زمان به عنوان کتاب درسی استفاده می‌شد. از دیگر آثار او مناقب و مراثی پیشوا حسین و واقعه کربلاست که هم به نثر و هم به نظم نگاشته شده است. جیجون یزدی مجموعه‌ای به نام «نمکدان» دارد که همانند پریشان قاآنی به سبک گلستان سعدی نگاشته شده است. اکنون همهٔ این آثار در کتابخانهٔ آستان قدس رضوی و کتابخانهٔ وزیری يزد قرار گرفته است.

## ویژگی‌های شعری
جیحون یزدى از شعراى آیینى در عصر ناصرى است. اگرچه او در غزل از سبک عراقى پیروى مى‌کند، ولى قالب شعرى او از لحاظ سبک‌شناسى، در سبک خراسانى شکل مى‌گیرد، به ویژه قصاید و مسمطات او که نشان مى‌دهد سرایندۀ آن‌ها از ادامه‌دهندگان راه بانیان نهضت بازگشت ادبى است. وى در اغلب قالب‌ها شعر سروده، ولى در سرودن مسمط و قصیده تواناتر است.
هنر جیحون در ترجیع‌بند و مسمطّات مؤثر است که در رثای خاندان عصمت سروده و با زبان شعر، تصویری روشن و غم آفرین از وقایع عاشورا آفریده است. مخمّس معروف او، با مدح مولای متقیان شروع می‌شود و با تصویری روشن از شهادت طفل کوچک پیشوا سوم خاتمه می‌پذیرد.
ای که فرورفته‌ای به بحر تمنّی
گاه به صورت چَمی و گاه به معنی
بشکن و بفکن، هر آنچه اسفل و اعلی
خواهی اگر رستگی به نشئهٔ اُخری
جوی به جان بستگی به صادر اول
ای حرم کعبه ات ز حلقه بگوشان
وی دل دانای تو زبان خموشان
با تو که گفت، از حسین چشم بپوشان؟
خاصه در آندم که اهل بیت، خروشان
نزدش با اصغر آمدند معجّل
سرودن اشعار مؤثر مذهبی و شهرت فراوان شاعر در میان مردم، موجبی بود که خطاهای شاعرانهٔ وی را که با جوّ مذهبی دارالعباده یزد، سازشی نداشت، نادیده گیرند و عزیزش دارند؛ تا آنجا که روحانی معروف یزد در مجلس روضه‌ای، پس از شنیدن مرثیه شهادت علی اصغر و گریستن زیاد، بی‌اختیار می‌گوید: «این جیحونک هم بهشتی شد!» و جیحون که اتفاقاً در مجلس حضور داشته با صدای بلند پاسخ می‌دهد: «و شما را هم بهشتی کرد!»